# 稲垣繁男
稲垣 繁男（いながき しげお、1934年〈昭和9年〉6月7日 - ）は、日本の実業家。京都近鉄百貨店社長や近鉄百貨店副社長を務めた。

## 来歴・エピソード
奈良県天理市出身。1957年（昭和32年）に大阪大学経済学部を卒業後、近畿日本鉄道に入社した。入社した時点では「百貨店が直営だと知らなかった」ものの、10日後には当時近畿日本鉄道の直営だった近鉄百貨店に配属された。以降、人事・総務畑を歩む。
近鉄グループには近鉄百貨店以外にも複数の百貨店が存在し、そのひとつが京都市下京区（京都駅前）に立地し、大阪証券取引所第一部に上場している百貨店「丸物」を改称した京都近鉄百貨店だった。同社は本店と岐阜店のみの小さな百貨店であり、増床や草津近鉄百貨店出店などの対策を取っていたが、1997年（平成9年）の開業を目指すジェイアール京都伊勢丹の脅威にさらされていた。このため、稲垣は1996年、京都近鉄百貨店に転じ、社内に設けた「京都伊勢丹開業対策委員会」の委員長を務めた。
草津近鉄百貨店やジェイアール京都伊勢丹の開業を半年後に控えた1997年春には、同じ奈良県出身で同社社長の髙田多喜男の2期4年の社長任期が切れたため、社長に就任した。
「京都は大阪より人の歩き方がゆっくり。購買態度も堅実で無理をしないが、裏切ったら祟りが強い」と、ジェイアール京都伊勢丹との持久戦を覚悟した。京都店単体で年間売上高500億円を達成することで、1996年2月期と1997年2月期の2期連続赤字の解消を目指した。
ところが、京都店は1996年2月期の年商470億円をピークに一度も年商500億円を達成することなく、赤字額は拡大していった。また、岐阜店も90年2月期から営業家事が続いて累積赤字が約23億円となった。また、こちらも近隣の名古屋駅ビルにJR東海と近鉄百貨店グループのライバルである髙島屋の合弁でジェイアール名古屋タカシマヤの開業が翌年に予定されており、経営状態がより悪化すると考えられていた。
赤字額が一桁大きい京都店を閉鎖することや、草津近鉄百貨店のように岐阜店を岐阜駅前に移転することも考えられたが、近鉄グループとして京都店の救済を優先することになった。そこで、1999年（平成11年）4月26日午前の「京都近鉄百貨店」取締役会で同年9月末の閉鎖を決めた。しかし、地元との関係が悪化することになった。
岐阜店の閉鎖発表後、稲垣は2期目の社長就任はせず、社長の座をやはり近鉄百貨店副社長の小山禎三に譲った。岐阜店の撤退に関する業務、京都店の複合商業施設「プラッツ近鉄」への転換は京都近鉄百貨店最後の社長となる小山が行うことになる。
稲垣は近鉄百貨店へ戻り、監査役に就任した。

## 人物
歯切れのいいもの言いをするが、絶えず歯止めをかけ、物事が悪い方向に転んでもいいように備える慎重なタイプと自らを分析している。気分転換は妻のランづくりの手伝い。